# Iksjon

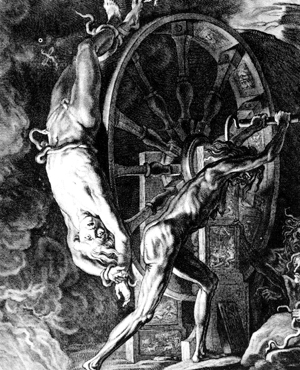
Męka Iksjona w Tartarze

Iksjon – według mitologii greckiej król Lapitów strącony do Tartaru, gdzie ponosił karę przykuty do koła obracającego się w płomieniach.
Był pierwszym człowiekiem, który zabił swojego krewnego – Ejoneusa. Inne mity podają, że zabił przyszłego teścia, nie chcąc płacić za żonę. Rytuału oczyszczenia ze zbrodni dokonał sam Zeus, gdy jednak Iksjon, pod wpływem namiętności do jego małżonki, uwiódł chmurę stworzoną na podobieństwo Hery, Zeus strącił go do Tartaru, skazując na wieczną mękę. Z namiętności Iksjona zrodził się Kentauros, przodek Centaurów.